# Randal Falker
Randal Alan Falker (ur. 22 lipca 1985 w Saint Louis) – amerykański koszykarz, występujący na pozycjach silnego skrzydłowego lub środkowego, aktualnie zawodnik CSU Sibiu.

## Osiągnięcia
Stan na 19 marca 2019, na podstawie, o ile nie zaznaczono inaczej.
NCAA
- Uczestnik rozgrywek:
  - Sweet 16 turnieju NCAA (2007)
  - II rundy turnieju NCAA (2005, 2007)
  - turnieju NCAA (2005–2007)
- Mistrz:
  - turnieju konferencji Missouri Valley (MVC – 2006)
  - sezonu regularnego MVC (2005, 2007)
- MVP turnieju konferencji MVC (2006)
- Obrońca roku konferencji MVC (2007)
- Zaliczony do:
  - I składu:
    - MVC (2007, 2008)
    - turnieju:
      - MVC (2006)
      - Anaheim Classic (2008)

    - defensywnego MVC (2007, 2008)
    - zawodników, którzy poczynili największy postęp MVC (2006)
- Lider MVC w:
  - blokach (2,1 – 2007)
  - liczbie oddanych rzutów wolnych (204 – 2008)

Drużynowe
- Mistrz Francji (2010)
- Wicemistrz:
  - EuroChallenge (2009)
  - Francji (2011)
  - Rumunii (2017)
- Zdobywca superpucharu Francji (2010)

Indywidualne
- Zagraniczny MVP ligi francuskiej (2014)
- Uczestnik meczu gwiazd francuskiej ligi LNB Pro A (2014)
- Liderzy ligi francuskiej w:
  - zbiórkach (2014)
  - blokach (2014)